# Remdesivir
El remdesivir (vendido bajo la marca comercial Veklury) es un medicamento antiviral de alto espectro, es desarrollado por la empresa biofarmacéutica Gilead Sciences. La vía de administración es exclusivamente mediante inyección intravenosa. Durante la pandemia originada por el COVID-19, fue aprobado o autorizado para uso de emergencia en el tratamiento de la enfermedad en numerosos países.
El efecto secundario más común en voluntarios sanos es el aumento de los niveles sanguíneos de enzimas hepáticas. El efecto secundario más común en personas con COVID‑19 son las náuseas.

## Usos médicos

### En la Unión Europea
En la Unión Europea, según la Agencia Europea de Medicamentos (EMA) el remdesivir está indicado para el tratamiento del COVID-19 en adultos y adolescentes a partir de los doce años de edad con un peso corporal de al menos 40 kilogramos, con neumonía que requiera oxígeno suplementario, y para adultos que no requieran oxígeno suplementario pero tengan un mayor riesgo de progresar a COVID-19 grave. En agosto de 2022, la EMA otorgó una autorización de comercialización plena para remdesivir.

### En los Estados Unidos
En los Estados Unidos, según la Administración de Alimentos y Medicamentos (FDA) el remdesivir está indicado para el tratamiento del COVID‑19 que requiera hospitalización en adultos y adolescentes a partir de los doce años de edad con un peso corporal de al menos 40 kilogramos. En enero de 2022, la FDA amplió la indicación de remdesivir y autorizó su uso  en adultos y adolescentes no hospitalizados con resultados positivos de pruebas virales directas de SARS-CoV-2 y síntomas leves a moderados, siempre que tengan alto riesgo de progresión a COVID-19 grave, incluida la hospitalización o la muerte. En abril de 2022, la aprobación se amplió para incluir a los niños de más de 28 días de edad que pesen al menos 3 kilogramos con resultados positivos en las pruebas virales directas de SARS-CoV-2.

## Historia
El medicamento fue desarrollado en 2009 para tratar la hepatitis C y luego se exploró su uso como tratamiento para la enfermedad del virus del ébola y las infecciones causadas por el virus de Marburgo. Posteriormente se descubrió que muestra una actividad antiviral razonable contra otros virus, entre ellos el virus sincitial respiratorio, el virus Junín, el virus de la fiebre de Lassa y posiblemente el coronavirus que causa el MERS. Se han realizado ensayos clínicos con remdesivir durante la epidemia provocada por el virus del Ébola en África Occidental entre 2013 y 2016. Los resultados preliminares fueron prometedores y se usó en el entorno de emergencia para el brote de Ébola de Kivu 2018-20 junto con otros ensayos clínicos, hasta agosto de 2019, cuando los funcionarios de salud congoleños anunciaron que no era efectivo en comparación con otros tratamientos como el mAb114 y el producido por Regeneron REGN3470-3471-3479 (también llamado REGN-EB3). También puede ser utilizado para proteger contra las infecciones causadas por el virus Nipah y Hendra y el SARS. Durante la pandemia del COVID-19 a inicios del 2020, el antiviral comenzó a ser sometido a pruebas en laboratorios de Estados Unidos para el tratamiento de la enfermedad.

## Estudios

### Tratamiento de COVID-19
En enero de 2020, Gilead comenzó las pruebas de laboratorio de remdesivir contra SARS-CoV-2, indicando que se había demostrado que remdesivir era activo contra SARS y MERS en modelos animales. Además, una pequeña prueba de remdesivir en monos macacos rhesus con infecciones por COVID-19 descubrió que previene la progresión de la enfermedad. El 21 de enero de 2020, el Instituto de Virología de Wuhan solicitó una "patente de uso" china de remdesivir para el tratamiento del COVID-19.

#### Ensayos en China
En un estudio en China publicado el 4 de febrero de 2020 se realizaron ensayos estándar para probar 5 fármacos aprobados por la Agencia de Medicamentos y Alimentación (FDA, siglas en inglés) (ribavirina, penciclovir, nitazoxanida, nafamostat y cloroquina) y dos fármacos de amplio espectro (remdesivir y favipiravir) en células vero E6 infectadas in vitro con un aislado clínico de SARS-CoV-2. El objetivo fue medir los efectos de los compuestos sobre la citotoxicidad, el rendimiento del virus y las tasas de infección de nuevo coronavirus. Por su parte, remdesivir ha demostrado que se une fuertemente a la RNA polimerasa de SARS-CoV-2, con una energía de -7.6 kcal/mol. El estudio concluye que tanto la cloroquina como remdesivir son efectivos para el control del virus in vitro y sugiere que se inicien las pruebas clínicas.

#### Ensayos clínicos
A fines de enero de 2020, se administró remdesivir a un paciente de EE.UU confirmado como infectado por SARS-CoV-2, en el condado de Snohomish, Washington, para "uso compasivo" después de que progresó a neumonía. Si bien no se pueden establecer conclusiones generales basadas en el tratamiento en único paciente, la condición del mismo mejoró, y finalmente fue dado de alta.
Del 6 de febrero al 29 de marzo de 2020 se llevó a cabo un estudio clínico en Wuhan, China. La investigación se realizó en 10 hospitales e incluyó a 236 pacientes con COVID-19 de edad promedio 65 años. El grupo experimental fue de 156 pacientes y el grupo de control fue de 78. La prueba controlada aleatorizada en el grupo experimental consideró la toma de 200 mg remdesivir en infusión el primer día y luego 100 mg los días 2 a 10. El periodo de observación para el grupo experimental fue de 21 días versus 23 días para el grupo placebo. Al final del periodo de observación, 14 % de los pacientes en tratamiento con remdesivir habían muerto versus 13 % del grupo de control. Los hallazgos del estudio no son concluyentes.
El medicamento se usó como terapia antiviral experimental en el Instituto Nacional de Enfermedades Infecciosas Lazzaro Spallanzani en Roma para tratar a una pareja de turistas chinos afectados por COVID-19. El 25 de febrero de 2020 comenzó un ensayo clínico del NIH para comprobar la utilidad del remdesivir en el tratamiento del COVID-19. De esta manera, Gilead Sciences podría tomar la delantera en la lucha contra el COVID-19 si se confirman los resultados preliminares, lo cual no solo significaría un tratamiento que funcione para la enfermedad, sino también permitiría retomar la normalidad económica mucho más rápido que no teniéndolo.
El 18 de marzo de 2020, la OMS anunció el lanzamiento de un ensayo clínico pragmático de cuatro brazos (ensayo SOLIDARITY) que incluiría a un grupo de pacientes tratados con remdesivir. Si bien un estudio de cohorte publicado en abril de 2020 vio una posible mejoría, determinar si el medicamento es efectivo o no requerirá un ensayo controlado aleatorio. A partir de abril de 2020, la Universidad Johns Hopkins considera que remdesivir es el tratamiento más prometedor para COVID-19 y hay al menos siete ensayos clínicos en curso o planificados por separado. Una primera vista de datos sobre una prueba clínica actual mostró beneficios: de 125 pacientes, de ellos113 graves, la mayoría fueron dados de alta y la mayoría recibió el alta en 6 días. Estudios de COVID-19 grave incluyen a 2400 participantes en 152 sitios de ensayos clínicos diferentes en todo el mundo. Estudios de COVID-19 moderado incluyen 1600 pacientes en 169 centros diferentes.
Un estudio del Hospital de la Amistad China-Japón establece sin embargo que el fármaco "no ha aportado ningún beneficio comparado con el placebo".
Los resultados de dos estudios clínicos (de los ya mencionados) muestran que puede acortar el tiempo que lleva recuperarse de la infección, reduciéndolo de 15 a 11 días. Para los investigadores, estos resultados preliminares «respaldan el uso de remdesivir para pacientes hospitalizados con COVID-19 y que requieren oxigenoterapia suplementaria». Pero aun al usar este fármaco, la mortalidad siguió siendo alta, lo que les lleva a evaluar la utilización de agentes antivirales «en combinación con otros enfoques terapéuticos o combinaciones de agentes antivirales».
Para el mes de abril del 2022 la OMS recomendaba su uso en pacientes con formas leves o moderadas de COVID-19 con un alto riesgo de hospitalización, y recomendó, basándose en dos ensayos controlados aleatorizados (de 3078 pacientes), que el nirmatrelvir y ritonavir (comercializado como Paxlovid de Pfizer) reducen el riesgo de hospitalización (un 85%). En los grupos de alto riesgo (de evolucionar hacia formas graves de la enfermedad) y de alto riesgo de hospitalización (superior al 10%), ello significa 84 hospitalizaciones menos por cada 1000 pacientes.

### Tratamiento recibido por Donald Trump
En octubre de 2020, el presidente de EE. UU., Donald Trump, contrajo COVID-19. En el Hospital Militar Walter Reed recibió un tratamiento con remdesivir y un cóctel de Regeneron. En los ensayos clínicos de Regeneron participa el laboratorio Fomat y los científicos Augusto y Nicholas Focil.

## Farmacodinamia
Remdesivir inhibe la ARN polimerasa viral y por lo tanto evita que el virus se multiplique mediante replicación en las células infectadas.